# Башкирская письменность
Башки́рская пи́сьменность (баш. башҡорт яҙыуы) — письменность башкирского языка. За время своего существования несколько раз меняла свою графическую основу. В настоящее время башкирская письменность функционирует на кириллице.

## История
В истории башкирской письменности выделяют четыре этапа:
- XIX — начало XX века — ранние опыты создания письменности на арабской и кириллической основе➤;
- 1923—1930 годы — письменность на основе арабского письма➤;
- 1930—1940 — письменность на основе латиницы➤;
- с 1940-го — письменность на основе кириллицы.➤

### Ранний период

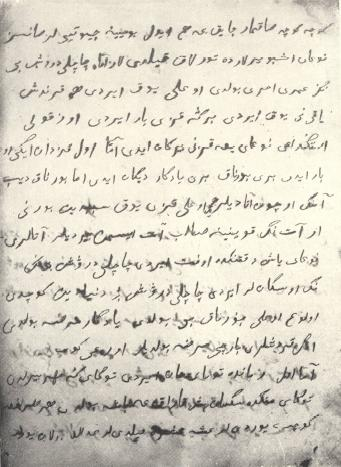
Шежере рода Юрматы XVI века — образец письменности на языке тюрки на основе арабской графики

До середины XIX века письменным языком башкир был старотюркский письменно-литературный язык (тюрки́) и его локальный вариант — урало-поволжский тюрки. На тюрки́ были написаны многие произведения башкирской литературы — башкирские шежере, «Письмо Батырши царице Екатерине II», воззвания и приказы Салавата Юлаева, произведения поэтов XIX века А. Каргалы, Т. Ялсыгулова, Х. Салихова, Г. Сокороя, Акмуллы, М. Уметбаева и др. Для записи тюрки́ использовался арабский алфавит. В литературных произведениях ряда авторов XIX века, написанных на тюрки́, широкое распространение имеют черты разговорного башкирского языка.
К середине XIX века относятся первые попытки создания башкирской национальной письменности, способной передавать фонетические особенности языка. Так, в 1869 году Мирсалих Бекчурин издал первую башкирскую грамматику в книге «Начальное руководство к изучению арабского, персидского и татарского языков с наречиями бухарцев, башкир, киргизов и жителей Туркестана». В этой книге на южном диалекте башкирского языка на основе арабской графики им была опубликована сказка «Батыр батша әкиәте».
В 1860-е годы миссионер-просветитель Николай Ильминский в своей работе «Вступительное чтение в курс турецко-татарского языка» предложил использовать для записи башкирского языка кириллический алфавит. На основе этого труда в конце XIX — начале XX века был издан ряд башкирских букварей. Первый из таких букварей был издан В. В. Катаринским в Оренбурге в 1892 году (переиздавался в 1898 и 1906). Алфавит этого издания включал все буквы тогдашнего русского алфавита (кроме ё, й, ѳ, ѵ), а также дополнительные знаки ä, г̇, ҥ, ö, ӳ. В изданном в 1907 году в Казани А. Г. Бессоновым «Букваре для башкир» также имелись все буквы тогдашнего русского алфавита (кроме ё, й), а также дополнительные знаки ä, г̣, д̣, ҥ, ö, с̣, ӱ. Ещё один букварь был подготовлен на рубеже XIX—XX веков Н. Ф. Катановым — в нём для отображения специфических башкирских звуков автор использовал диакритический знак умлаут (ӓ — /ә/, ӧ — /ө/, ӟ — /ҙ/, к̈ — /ҡ/, ӱ — /ү/, с̈ – /ҫ/ и т. д.). Этот букварь остался в рукописи и не был издан. В 1912 году М. А. Кулаевым была издана книга «Основы звукоподражания и азбука для башкир» (переиздана в 1919), где также использовался кириллический алфавит. Для отображения специфических звуков башкирского языка автор использовал уникальные буквы собственного изобретения. Однако все эти алфавиты не получили широкого распространения.

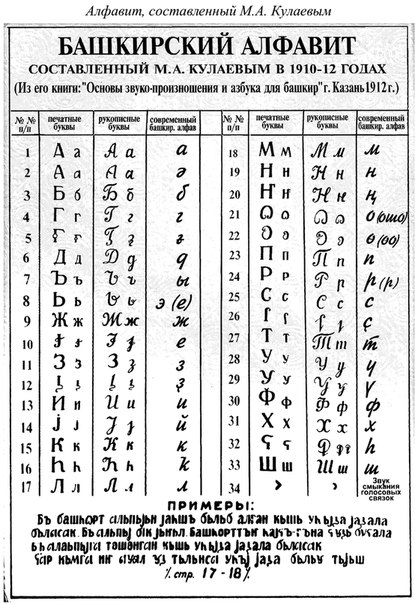
Алфавит М. А. Кулаева, 1912 год

### Арабское письмо
В июле 1921 года 2-й Всебашкирский съезд Советов постановил принять меры по созданию письменности для башкирского языка как государственного языка Башкирской Советской Республики. В декабре 1922 года в Академическом центре Народного комиссариата просвещения Башкирской АССР была создана комиссия по разработке алфавита и орфографии. Комиссию возглавил Сайфи Уфалы, её членами также были Г. Шонаси, С. Рамиев и другие. За основу новой письменности был взят татарский «средний алфавит» на арабской графической основе, предложенный Г. Ибрагимовым в 1911 году. Комиссия приспособила этот алфавит под нужды башкирской фонетики: были исключены буквы, использовавшиеся только в арабских заимствованиях, и улучшено правописание гласных. В начале слова гласные буквы писались с хамзой (ﺀ) сверху. Гласные переднего и заднего ряда на письме не различались (например, و обозначало как /у/, так и /ү/; ۇ — /о/ и /ө/, и т. д.), но в смыслоразличительных целях под буквами мог ставиться знак твёрдости — вертикальная черта (ٸٖول — ул (он), ٸول — үл (умри)).
Алфавит содержал следующие буквы: ي ھ ۋ و ن م ل ڴ گ ک ق ف ﻉ ش س ژ ز ر ﺫ د ﺡ ﺝ ث ﺕ پ ب для согласных и ئ ي ۇ و ﻪ ا для гласных. В декабре 1923 — январе 1924 этот алфавит был официально утверждён. В марте 1924 года в него были внесены небольшие изменения, касающиеся написания звуков /ы/ и /э/ в начале слова. Алфавит на арабской основе функционировал до 1930 года.

### Латиница

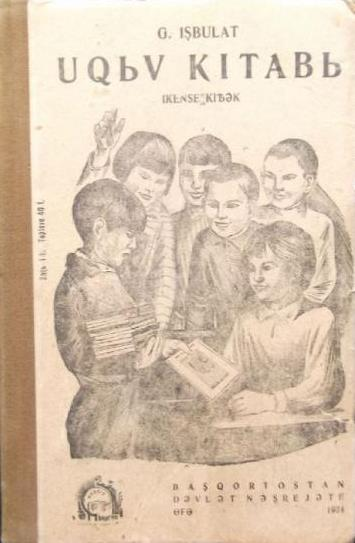
Учебник для начальных классов на латинице, 1934 год

Параллельно с принятием арабского алфавита разворачивалось движение за латинский алфавит. Впервые вопрос о латинизации башкирского письма был поднят в Академическом центре в июне 1924 года, а уже в октябре был создан первый проект (чуть ранее, в июле, татарские специалисты предложили единый татарско-башкирский латинизированный алфавит). За этим проектом последовали и другие. В них предлагались такие обозначения звуков: /h/ — h, /х/ — ħ, /ы/ — ȗ, ә, /ң/ — n̑, /ш/ — ŝ, /ҫ/ — t', /ый/ — î, /ж/ — ĵ, /w/ — ŭ, /җ/ — ĝ, j.
В июне 1927 года Всесоюзный комитет нового тюркского алфавита утвердил единый алфавит для тюркских народов СССР — яналиф. На его основе башкирский латинизированный алфавит был вновь пересмотрен и в феврале 1928 года опубликован в прессе. 6 июля 1930 года ЦИК Башкирской АССР официально утвердил этот алфавит; в том же году вышли основанные на нём правила орфографии. В дальнейшем в него вносились небольшие изменения — в мае 1933 года на конференции Башкирского НИИ языка и литературы была отменена буква Ç ç, а в 1938 году — диграф ьj. 3 марта 1939 года вышли новые правила орфографии башкирского языка на латинском алфавите, но в это время уже стоял вопрос о переводе башкирского письма на кириллицу.
После реформы 1938—1939 годов башкирский латинизированный алфавит выглядел так:
| A a | B ʙ | C c | D d | Đ đ | E e | Ə ə | F f | G g | Ƣ ƣ | H h | I i |
| J j | K k | L ʟ | M m | N n | Ꞑ ꞑ | O o | Ɵ ɵ | P p | Q q | R r | S s |
| Ş ş | T t | Ѣ ѣ | U u | V v | X x | Y y | Z z | Ƶ ƶ | Ь ь | '   |     |

### Кириллица

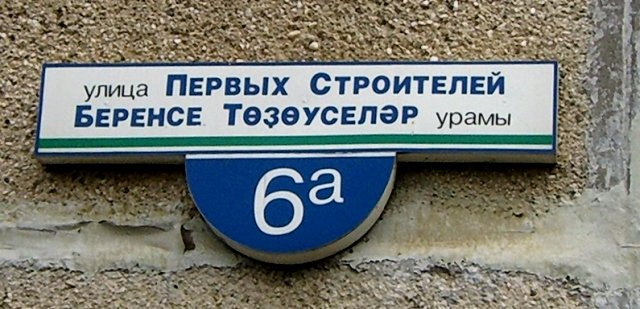
Вывеска с названием улицы на кириллице. Город Агидель

В августе 1938 года в бюро Башкирского обкома ВКП(б) был поставлен вопрос о переходе на кириллический алфавит. Началась разработка новой системы письменности. Наибольшие разногласия вызвало написание звукосочетаний /йы/, /йе/; /йа/, /йә/; /йо/ /йө/ — предлагалось обозначать их буквами е, я и ё соответственно. В итоге это предложение было отвергнуто. Также дискуссию вызвал отображение специфических звуков башкирского языка. Были высказаны следующие предложения:
| Итоговый вариант | Альтернативные варианты |
| ---------------- | ----------------------- |
| ә                | э, ӓ, ā                 |
| ү                | ӳ, уь, ӱ, ӯ             |
| һ                | һь, хъ, гх, ҳ, хь       |
| ҙ                | дз, д́, дь, q, ӟ, дъ     |
| ҫ                | с̈, сь, ԑ, ц, с́, тсь     |
| ө                | ӧ, оь, ő, ō, ǫ          |
| ң                | нг, нъ, ң, н́, н̄, ҥ      |
| ғ                | гь, v, гг, ѓ            |
| ҡ                | кь, k, кк, к̄            |

23 ноября 1939 года новый алфавит был утверждён Президиумом Верховного совета Башкирской АССР, а в 1940 году введён в употребление. В 1950 году по предложению Башкирского НИИ языка, литературы и истории в алфавит была введена буква Ё ё, и он принял современный вид. В 1981 году были введены новые правила орфографии башкирского языка, которые не коснулись состава алфавита, но ввели заметное изменение в употребление букв — если ранее буквой Ю ю в исконно башкирских словах обозначались буквосочетания /йу/ и /йү/, то с принятием новых правил — только /йу/. Звукосочетание /йү/ стало передаваться буквами йү.

## Современный алфавит
Современный башкирский алфавит выглядит так:
| Буква         | МФА      | Буква                      | МФА                  | Буква                      | МФА      |
| ------------- | -------- | -------------------------- | -------------------- | -------------------------- | -------- |
| А а (а)       | [ɑ], [a] | Б б (бэ)                   | [b], [β]             | В в (вэ)                   | [w], [v] |
| Г г (гэ)      | [ɣ], [g] | Ғ ғ (ғы)                   | [ʁ]                  | Д д (дэ)                   | [d]      |
| Ҙ ҙ (ҙе)      | [ð]      | Е е (е)                    | [jɪ], [je], [ɪ], [e] | Ё ё (йо)                   | [jɔ]     |
| Ж ж (жэ)      | [ʒ], [ʐ] | З з (зэ)                   | [z]                  | И и (и)                    | [e]      |
| Й й (ҡыҫҡа и) | [j]      | К к (ка)                   | [k]                  | Ҡ ҡ (ҡы)                   | [q]      |
| Л л (эль)     | [ɫ], [l] | М м (эм)                   | [m]                  | Н н (эн)                   | [n]      |
| Ң ң (эң)      | [ŋ], [ɴ] | О о (о)                    | [o]                  | Ө ө (ө)                    | [ɵ]      |
| П п (пэ)      | [p]      | Р р (эр)                   | [ɾ]                  | С с (эс)                   | [s]      |
| Ҫ ҫ (ҫе)      | [θ]      | Т т (тэ)                   | [t]                  | У у (у)                    | [ʊ]      |
| Ү ү (ү)       | [ʏ]      | Ф ф (эф)                   | [ɸ]                  | Х х (ха)                   | [χ]      |
| Һ һ (һы)      | [h]      | Ц ц (цэ)                   | [ʦ]                  | Ч ч (че)                   | [ʧ]      |
| Ш ш (ша)      | [ʃ], [ʂ] | Щ щ (ща)                   | [ɕ]                  | Ъ ъ (ҡалын айырыу билдәһе) | [ʲ], [ʔ] |
| Ы ы (ы)       | [ɯ]      | Ь ь (нәҙек айырыу билдәһе) | [ʲ], [ʔ]             | Э э (э)                    | [ɪ]      |
| Ә ә (ә)       | [ɛ]      | Ю ю (йу)                   | [jo]                 | Я я (йа)                   | [jɑ]     |

## Таблица соответствия алфавитов
Составлено по:
| Кириллица (с 1940) | Латиница (1930—1940) | Латиница (1924, проект) | Алфавит Кулаева | Арабское письмо |
| ------------------ | -------------------- | ----------------------- | --------------- | --------------- |
| А а                | A a                  | A a                     | А а             | ا               |
| Б б                | B ʙ                  | B b                     | Б б             | ب               |
| В в                | V v                  | V v                     | -               | ۋ               |
| Г г                | G g                  | G g                     | Г г             | گ               |
| Ғ ғ                | Ƣ ƣ                  | Ĝ ĝ                     |                 | ع               |
| Д д                | D d                  | D d                     | Д д             | د               |
| Ҙ ҙ                | Đ đ                  | Dh dh                   |                 | ذ               |
| Е е                | E e                  | -                       | Ь ь,            | ئ               |
| Ё ё                | -                    | -                       | -               | -               |
| Ж ж                | Ƶ ƶ                  | Ƶ ƶ                     | Ж ж             | ژ               |
| -                  | Ç ç (до 1933)        | J j                     | -               | ج               |
| З з                | Z z                  | Z z                     | З з             | ز               |
| И и                | I i                  | I i                     | И и             | ي               |
| Й й                | J j                  | -                       | Ј ј             | ى               |
| К к                | K k                  | K k                     | К к             | ک               |
| Ҡ ҡ                | Q q                  | Q q                     | Һ һ             | ق               |
| Л л                | L l                  | L l                     | Л л             | ل               |
| М м                | M m                  | M m                     | М м             | م               |
| Н н                | N n                  | N n                     | Н н             | ن               |
| Ң ң                | Ꞑ ꞑ                  | Ꞑ ꞑ                     | Ҥ ҥ             | ڴ               |
| О о                | O o                  | O o                     | ɷ               | ۇ               |
| Ө ө                | Ө ө                  | Ö ö                     | Ꞝꞝ              | ۇ               |
| П п                | P p                  | P p                     | П п             | پ               |
| Р р                | R r                  | R r                     | Р р             | ر               |
| С с                | S s                  | S s                     | С с             | س               |
| Ҫ ҫ                |                      | Th th                   |                 | ث               |
| Т т                | T t                  | T t                     | Т т             | ت               |
| У у                | U u                  | U u                     | У у             | و               |
| Ү ү                | Y y                  | Ü ü                     |                 | و               |
| Ф ф                | F f                  | F f                     | Ф ф             | ف               |
| Х х                | X x                  | X x                     | Х х             | ح               |
| Һ һ                | H h                  | H h                     |                 | ھ               |
| Ц ц                | -                    | -                       | -               | -               |
| Ч ч                | C c                  | C c                     | -               | چ               |
| Ш ш                | Ş ş                  | Ç ç                     | Ш ш             | ش               |
| Щ щ                | -                    | -                       | -               | -               |
| -                  | ьj (до 1939)         | Y y                     | -               | ي               |
| Ъ ъ                | -                    | -                       | -               | -               |
| Ы ы                | Ь ь                  | Ә ә                     | Ъ ъ             | ئ               |
| Ь ь                | -                    | -                       | -               | -               |
| Э э                | -                    | -                       | Ь ь             | ئ               |
| Ә ә                | Ә ә                  | E e                     |                 | ﻪ               |
| Ю ю                | -                    | -                       | -               | -               |
| Я я                | -                    | -                       | -               | -               |
| -                  | V v                  | W w                     | -               | و               |
| -                  | -                    | Э э                     | -               | -               |

## Комментарии
1. 1 2 3 4 5 6  В заимствованиях из русского.
2. ↑  В начале слова.
3. ↑  В заимствованиях из русского, арабского и др.
4. 1 2  В заимствованиях из арабского.